# Прометей (супутник)
Прометей (лат. Prometheus, грец. Προμηθέας) — п'ятий за віддаленістю від планети природний супутник Сатурна. Він був відкритий за фотознімками космічного апарата «Вояджер-1» у жовтні 1980 року Стюартом Коллінзом і отримав тимчасове позначення S/1980 S 27. У 1985 році супутник отримав офіційну назву Прометей. Його також позначають Сатурн XVI. У 1995 році було виявлено супутники S/1995 S 2 і S/1995 S 7, але потім виявилося, що це той самий супутник — Прометей.
У грецькій міфології Прометей — титан, брат Атласа і Епіметея, двоюрідний брат Зевса, який викрав вогонь з Олімпу і подарував його людям.
Орбіта Прометея розташована біля внутрішнього краю кільця F. Він є супутником-пастухом цього кільця. Прометей відповідає за аномалії в розподілі частинок кільця.

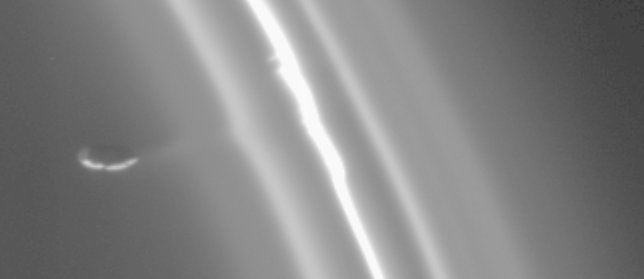
Прометей і кільце F

Прометей — невеликий дуже витягнутий супутник з розмірами 148×100×68 кілометрів, має багато гірських хребтів і западин, багато кратерів діаметром понад 20 кілометрів. Він обертається на відстані 139 353 кілометрів від Сатурна. Прометей має період обертання 0,614102 діб, нахил орбіти 0,0056° до екватора Сатурна, ексцентриситет орбіти 0,0023. Маса супутника 3,3 × 1017 кг.
На фотографіях, зроблених КА «Кассіні» 29 жовтня 2004 року, чітко видно шлейф, який тягнеться від кільця F до Прометея. Щоправда, фізика даної взаємодії поки до кінця не з'ясована. Проте, експерти NASA вважають, що основний внесок у перетягування частинок роблять гравітаційні сили.
У Сонячній системі є також астероїд 1809 Прометей.

## Галерея

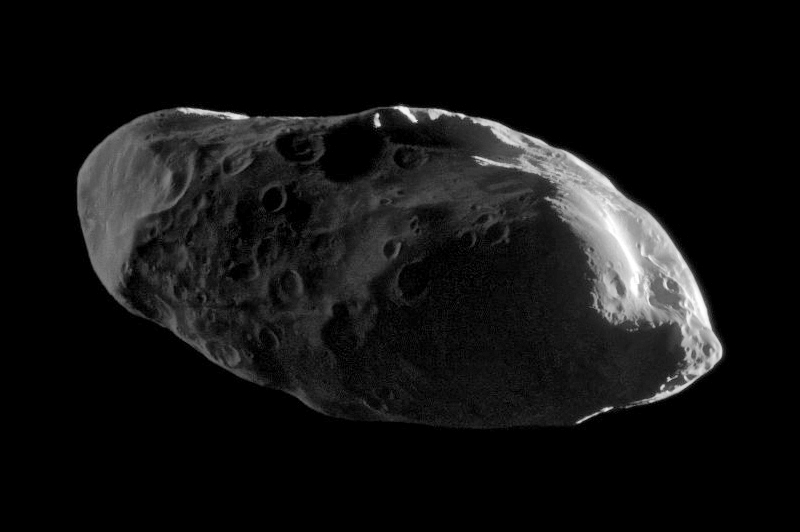
Зображення нічної півсфери Прометея у відбитому світлі від Сатурна 27 січня 2010 з 34000 км відстані
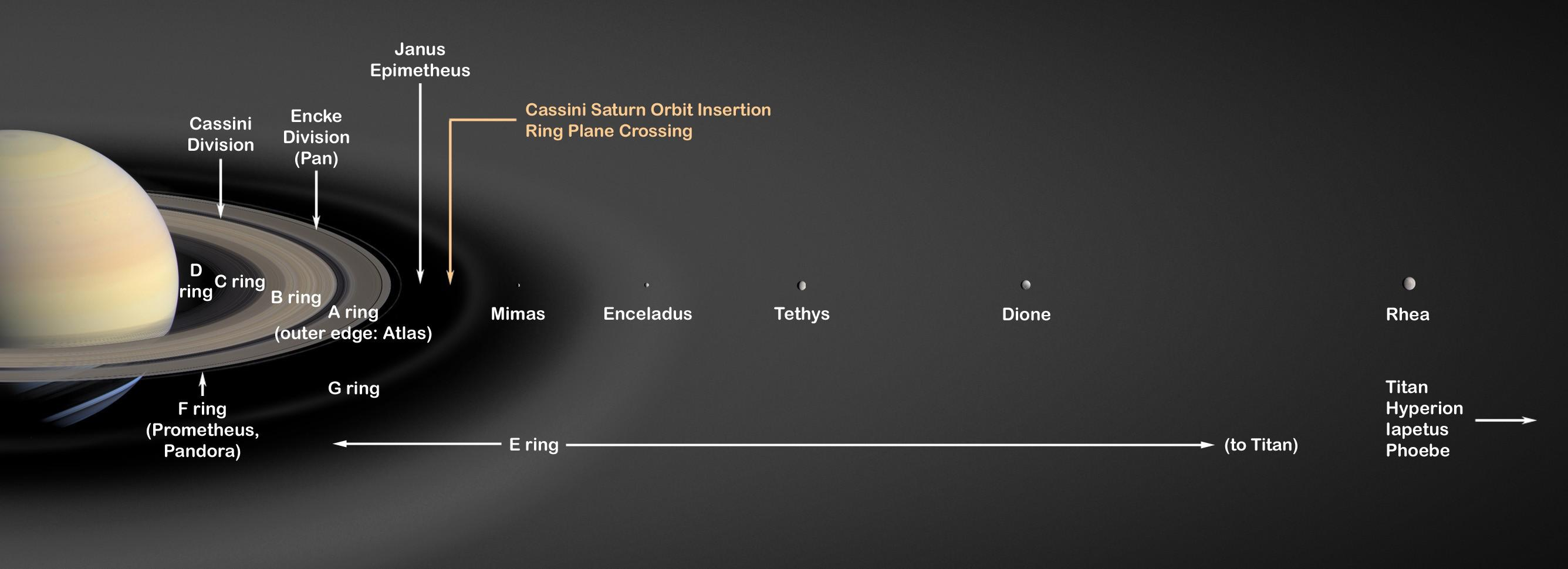
Позиції внутрішніх супутників Сатурна
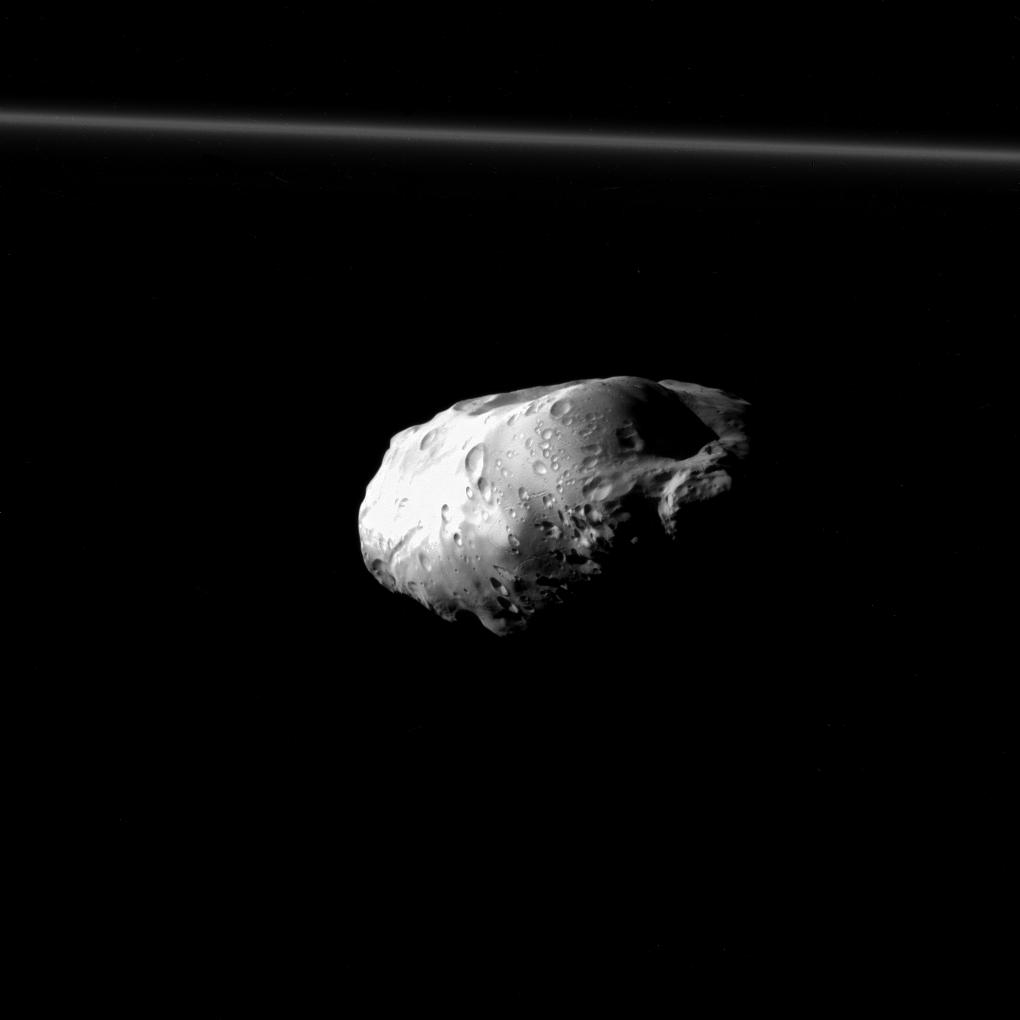
Прометей (6 грудня 2015)

## Корисні посиланняи
- Циркуляр МАС № 3532: Нові супутники Сатурна[недоступне посилання з жовтня 2019](англ.)
- Циркуляр МАС № 4157: Назви нових супутників Сатурна і Плутона(англ.)
- The Planetary Society: Prometheus(англ.)
- Прометей на сайті НАСА